# 안식년 (구약성경)
구약성경의 안식년 (sabbath year, shmita שמיטהשמיטהשמיטה "풀어줌, 해방")은 안식하는 해(sabbatical year)로 불린다. 안식년(샤비트, שביעית, 문자적으로 "일곱 번째")은 이스라엘의 땅을 위하여 율법의 명령에 따라서 지켜지는 7년 농경주기의 7번째 해를 말한다. 다시 말해 7년마다 한 번씩(1년) 토지를 쉬게 하기 위해 정해진 제도인 것이다. 이 제도는 이스라엘의 하나님 여호와가 명했다. 레위기 25장에는 여호와가 모세에게 "육 년 동안은 땅에 씨를 뿌려도 좋고, 포도밭을 가꾸어 열매를 거두어도 좋다. 그러나 칠 년째 되는 해에는 땅을 쉬게 하여라. 그해는 땅에 씨를 뿌리거나 포도원을 가꾸는 일을 하지 마라." 하고 말씀하는 장면이 기록되어 있다. 시사상식사전에 따르면, 현대에도 유대교 사회에서는 대학을 중심으로 이 전통이 이어지고 있다고 한다.
할라카(유대 법)에 따라서 안식년 동안에는 휴경지로 두고 땅을 갈고, 씨를 뿌리고, 수확을 하는 농경활동이 금지된다.
레위기 25장은 안식년 준수에 대해서 풍성한 수확이 약속 되어있다.

## 고대 이스라엘

### 고대 근동지역의 휴년
고대 근동 시대 우라가릿 텍스트안에서 안식년 준수 규정이 있었는지 충분한 증거가 아직 없다. 그것은 앗시리아의 4년 휴년과 어떤 관계가 있는지 아직 알려지지 않았다.

### 성경구절
안식년(shmita)은 히브리 성경에서 7번 나타난다. 6년 후에 일 년을 쉬는 패턴으로 되어있다.
- 안식년과 안식일에 관한 법 (출 23:10)	○너는 여섯 해 동안은 너의 땅에 파종하여 그 소산을 거두고 (출 23:11)	일곱째 해에는 갈지 말고 묵혀두어서 네 백성의 가난한 자들이 먹게 하라 그 남은 것은 들짐승이 먹으리라 네 포도원과 감람원도 그리할지니라 (출 23:12)	너는 엿새 동안에 네 일을 하고 일곱째 날에는 쉬라 네 소와 나귀가 쉴 것이며 네 여종의 자식과 나그네가 숨을 돌리리라 (출 23:13)	내가 네게 이른 모든 일을 삼가 지키고 다른 신들의 이름은 부르지도 말며 네 입에서 들리게도 하지 말지니라 " (출애굽기  23:10–11[10])
- (레 25:1)	여호와께서 시내 산에서 모세에게 말씀하여 이르시되 (레 25:2)	이스라엘 자손에게 말하여 이르라 너희는 내가 너희에게 주는 땅에 들어간 후에 그 땅으로 여호와 앞에 안식하게 하라 출23:10 (레 25:3)	너는 육 년 동안 그 밭에 파종하며 육 년 동안 그 포도원을 가꾸어 그 소출을 거둘 것이나 (레 25:4)	일곱째 해에는 그 땅이 쉬어 안식하게 할지니 여호와께 대한 안식이라 너는 그 밭에 파종하거나 포도원을 가꾸지 말며 (레 25:5)	네가 거둔 후에 자라난 것을 거두지 말고 가꾸지 아니한 포도나무가 맺은 열매를 거두지 말라 이는 땅의 안식년임이니라 왕하19:29 (레 25:6)	안식년의 소출은 너희가 먹을 것이니 너와 네 남종과 네 여종과 네 품꾼과 너와 함께 거류하는 자들과 레25:20, 레25:21 (레 25:7)	네 가축과 네 땅에 있는 들짐승들이 다 그 소출로 먹을 것을 삼을지니라(레위기  25:1–7)[11]

## 랍비 해석
탈무드와 그 이후의 랍비들은 안식년 율법을 다양한 방식으로 완화시켜 농부나 농업에 적용하였다. 1888년-1889년의 안식년에 발전된 헤타 메키라는 유대 농부들이 자기들의 땅을 타민족에게 팔수있게하여 안식년기간에도 평상시처럼 땅에서 지속적으로 일을하도록 했다.

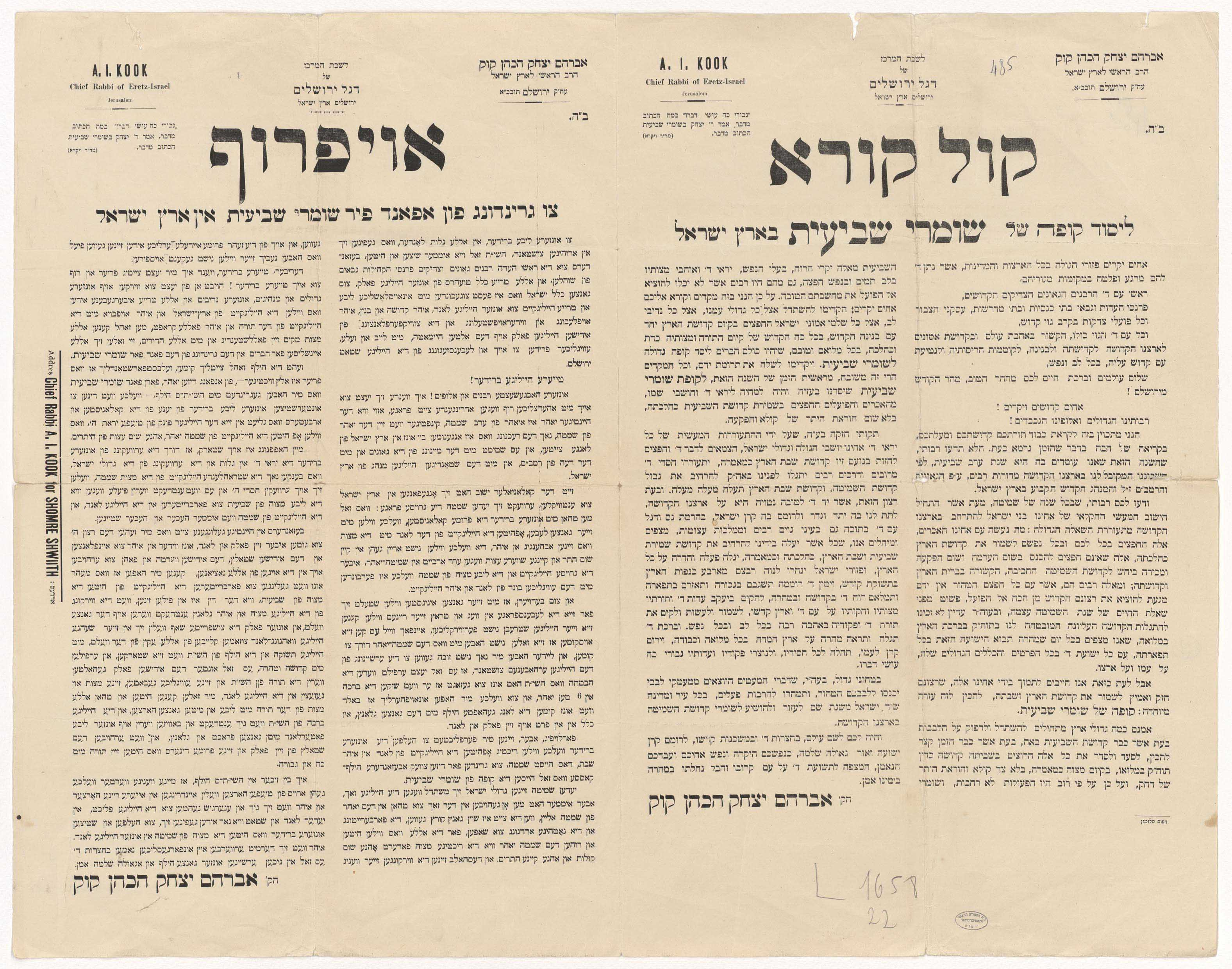
대 랍비인 아브라함 이츠카악 하코헨 쿡이 선언한 헤타 메키라. 타협하지말고 안식년을 준수하는 것의 중요성을 말한다.

## 현대 이스라엘
첫번째 안식년은 1951-52(5712에서 히브리어는 일정)이다. 이후 안식년 1958-59 (5719), 1965-66 (5726), 1972-73 (5733), 1979-80 (5740), 1986-87 (5747), 1993-94 (5754), 2000-01 (5761), 2007-08 (5768), 고 2014-15년(5775).

## 같이 보기
- 유대 절기들
- 안식년
- 안식일